# Aguaviva (gruppo musicale)
(Aguaviva, Poeti andalusi)
Los Aguaviva è un gruppo musicale spagnolo, conosciuto negli anni settanta.

## Storia
Dopo aver ottenuto un certo successo anche in Italia nel 1970 con Poetas andaluces (contenuta nell'album pubblicato nella penisola ...quella che sgorga e scorre naturalmente), hanno partecipato al Festival di Sanremo 1971 con 13 storia d'oggi, in abbinamento con Al Bano, e al Festival di Sanremo 1972 con Ciao amico ciao.

## Membri
- Manolo Díaz (compositore e produttore)
- José Antonio Muñoz (recitazione)
- Juan Carlos Ramírez (voce e chitarra)
- José María Jiménez (voce e chitarra)
- Rosa Sanz (voce)
- Luís Gómez Escobar (voce)
- Julio Seijas (chitarra)

## Discografía
- 1970 Cada vez más cerca
- 1971 Apocalipsis
- 1971 12 Who Sing the Revolution
- 1971 Cosmonauta
- 1972 La casa de San Jamás
- 1975 Poetas andaluces de ahora
- 1977 No hay derecho
- 1979 La invasión de los bárbaros

## Discografía italiana

### 33 giri
- 1970 - ...quella che sgorga e scorre naturalmente (Carosello, SCLN 25002)
- 1973 - La casa de san Jamas (Carosello, CLN 25031)